# Rovné (Humenné)
Rovné (ungarisch Zemplénróna, bis 1907 Rovna) ist eine Gemeinde im Osten der Slowakei mit 462 Einwohnern (Stand: 31. Dezember 2024), die zum Okres Humenné, einem Kreis des Prešovský kraj, gehört. Sie ist Teil der traditionellen Landschaft Zemplín.

## Geographie
Die Gemeinde befindet sich im Südteil der Niederen Beskiden, im südöstlichen Ausläufer des Berglands Ondavská vrchovina, im unteren Tal der Udava sowie an deren linksseitigem Zufluss Rovniansky potok, im Einzugsgebiet des Laborec. Das Ortszentrum liegt auf einer Höhe von 192 m n.m. und ist 11 Kilometer von Humenné entfernt.
Nachbargemeinden sind Vyšný Hrušov im Norden und Nordosten, Dlhé nad Cirochou im Osten und Südosten, Kamenica nad Cirochou im Süden sowie Udavské im Südwesten, Westen und Nordwesten.

## Geschichte
Rovné wurde zum ersten Mal 1567 als Rouna schriftlich erwähnt. Das Dorf war Teil des Drugeth'schen Herrschaftsgebiets von Humenné. Im 18. Jahrhundert war es Besitz der Familie Csáky, gefolgt vom Geschlecht Andrássy im 19. Jahrhundert. 1557 war keine Steuer fällig, 1715 gab es 13 Haushalte. 1787 hatte die Ortschaft 53 Häuser und 359 Einwohner, 1828 zählte man 54 Häuser und 403 Einwohner.
Bis 1918 gehörte der im Komitat Semplin liegende Ort zum Königreich Ungarn und kam danach zur Tschechoslowakei beziehungsweise heute Slowakei. Nach 1918 waren die Einwohner als Landwirte beschäftigt.  Nach dem Zweiten Weltkrieg wurde 1959 die örtliche Einheitliche landwirtschaftliche Genossenschaft (Abk. JRD) gegründet, ein Teil der Einwohner pendelte zur Arbeit in Industriebetriebe in der Umgebung, während andere in der Forstwirtschaft arbeiteten.

## Bevölkerung
| Jahr                | 1994 | 2004    | 2014    | 2024    |
| ------------------- | ---- | ------- | ------- | ------- |
| Anzahl der Personen | 490  | 472     | 446     | 462     |
| Unterschied         |      | −3,67 % | −5,50 % | +3,58 % |

| Jahr                | 2023 | 2024    |
| ------------------- | ---- | ------- |
| Anzahl der Personen | 465  | 462     |
| Unterschied         |      | −0,64 % |

Nach der Volkszählung 2011 wohnten in Rovné 462 Einwohner, davon 402 Slowaken, 47 Roma, sechs Ukrainer sowie jeweils ein Mährer, Russe und Russine. Sechs Einwohner machten keine Angabe zur Ethnie.
426 Einwohner bekannten sich zur römisch-katholischen Kirche, 23 Einwohner zur griechisch-katholischen Kirche, jeweils zwei Einwohner zu den Zeugen Jehovas und zur orthodoxen Kirche und ein Einwohner zur Evangelischen Kirche A. B. Ein Einwohner bekannte sich zu einer anderen Konfession, vier Einwohner waren konfessionslos und bei fünf Einwohnern wurde die Konfession nicht ermittelt.

## Verkehr
Nach Rovné führt nur die Cesta III. triedy 3841 („Straße 3. Ordnung“) von einer Kreuzung mit der Cesta III. triedy 3839 zwischen Udavské und Vyšný Hrušov heraus. Der nächste Bahnanschluss ist in Udavské an der Bahnstrecke Michaľany–Łupków.